# Jahnsdorf
Jahnsdorf/Erzgeb. è un comune di 5.859 abitanti della Sassonia, in Germania.
Appartiene al circondario dei Monti Metalliferi (targa ERZ).